# Joanne (cântec)
„Joanne”, cunoscut și sub denumirea de „Joanne (Where Do You Think You're Goin'?)”, este un cântec al interpretei americane Lady Gaga pentru cel de-al cincilea ei album de studio, Joanne, în 2016. Melodia a fost trimisă către posturile de radio din Italia drept cel de-al treilea single extras de pe album la 22 decembrie 2017, o versiune de pian fiind lansată ulterior în întreaga lume la 26 ianuarie 2018. Piesa a fost compusă și produsă de Gaga și Mark Ronson, BloodPop contribuind drept producător suplimentar. Inspirat de mătușa decedată a cântăreței, Joanne Germanotta, cântecul a devenit un punct central al direcției muzicale a materialului discografic. Gaga a conceput melodia pentru a avea un efect vindecător persoanelor care se luptă cu pierderea celor dragi.
Din punct de vedere muzical, „Joanne” este un cântec country cu o compoziție simplistă și acustică. Versurile acestuia vorbesc despre moartea mătușii din perspectiva familiei solistei. Criticii de specialitate au complimentat vocea lui Gaga și natura personală și minimalistă a compoziției. Înainte de lansarea sa ca single, „Joanne” a ajuns în clasamentele din Franța și Regatul Unit. Un videoclip a fost lansat alături de versiunea de pian a melodiei, continuând povestea celorlalte trei clipuri ale cântecelor de pe album. Piesa a fost interpretată la cea de-a 60-a ediție a premiilor Grammy, precum și în turneul Joanne World Tour. „Joanne” este inclus în documentarul Gaga: Five Foot Two din anul 2017, într-o secvență în care bunica lui Gaga ascultă melodia. Cântecul a câștigat un premiu la cea de-a 61-a ediție a premiilor Grammy, la categoria „Cea mai bună interpretare pop solo”.

## Informații generale

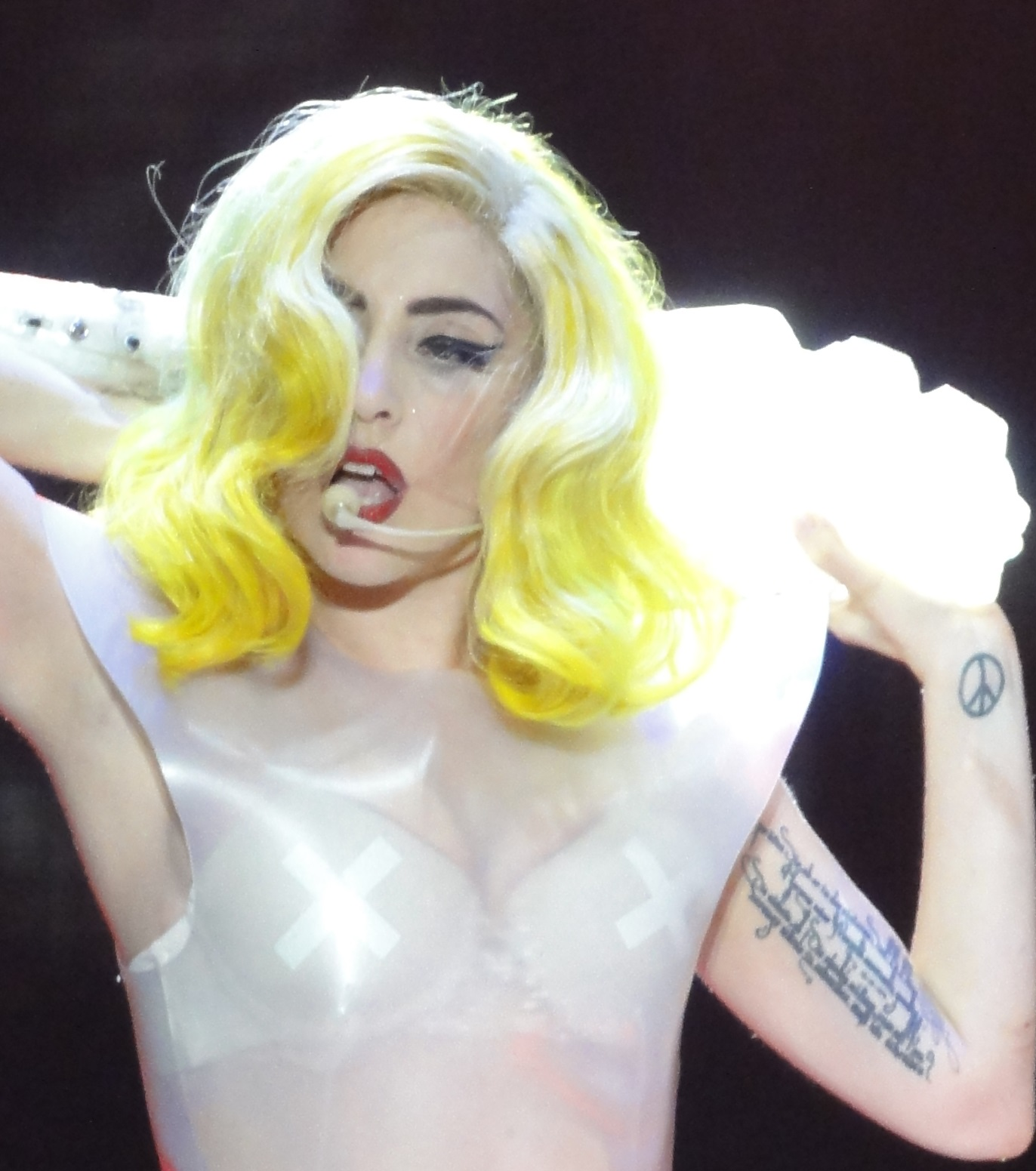
Un tatuaj pe bicepsul drept a lui Gaga ce afișează data decesului mătușii ei.

Mătușa decedată a lui Lady Gaga, Joanne Germanotta, a avut un efect profund atât în viața artistei, cât și în cariera acesteia. Gaga a inclus una din poeziile nepublicate anterior de mătușa ei în broșura albumului de debut, și și-a tatuat, de asemenea, data decesului pe brațul stâng. Solista a compus inițial un cântec intitulat „Paradise”, inspirat de mătușa ei, în timp ce lucra la cel de-al patrulea ei album de studio, Cheek to Cheek (2014), alături de Tony Bennett. Cu toate acestea, piesa nu a fost inclusă pe disc. În perioada în care lucra la dezvoltarea celui de-al cincilea ei album de studio, Joanne (2016), Gaga a compus melodia cu același nume alături de producătorul Mark Ronson la Studiourile Shangri-La, locul în care restul albumului a fost realizat. Artista a descris cântecul drept „inima și sufletul albumului”, punând accentul pe cât de mult Joanne a influențat familia ei, și pe ea însăși.

Joanne a decedat din cauza unor complicații apărute din cauza bolii autoimune lupus, la vârsta de 19 ani. Într-un interviu, Gaga a dezvăluit faptul că boala lupus a mătușii ei a devenit mult mai complicată după ce aceasta a trecut printr-o agresiune sexuală, complicațiile apărute rezultând în moartea ei. Incidentul a afectat profund familia Germanotta, iar suferința pierderii nu i-a părăsit niciodată, potrivit lui Gaga. Compunerea cântecului „Joanne” a ajutat-o pe artistă să înțeleagă și să treacă peste durerea tatălui ei. În timpul unui spectacol în New York City din cadrul seriei de concerte Dive Bar Tour (2016), Gaga a adăugat faptul că, în ciuda relevanței pe care piesa o are pentru familia ei, artista și-a dorit să creeze un cântec în care să se regăsească fiecare persoană care a avut de suferit în urma pierderii cuiva drag.
„Legătura mea cu ea a fost foarte puternică pe parcursul întregii mele vieți. Mereu m-am întrebat cine este—misterul lui Joanne—această persoană pe care nu am apucat să o cunosc niciodată, o persoană care a fost o adevărată tornadă de dragoste, dar și tragedie... A fost o figură foarte frumoasă și puternică a vieții familiei mele, asemănătoare unei lumini care doar se stinge. Astfel, întotdeauna m-am folosit de ideea că ea nu a putut să-și trăiască restul vieții drept un sentiment de tărie și putere în adâncul sufletului meu, iar eu trebuie să ies și să trăiesc pentru ea.”

## Structura muzicală și versurile
„Joanne” este o baladă country acustică; Stephen Thomas Erlewine de la website-ul AllMusic a susținut faptul că piesa „trage cu ochiul la «Jolene» a lui Dolly Parton.” În timpul unui interviu alături de Zane Lowe pentru Beats 1, Gaga a dezvăluit faptul că melodia a fost înregistrată în doar o dublă. „Joanne” are un tempo moderat încet, cu 74 de bătăi pe minut. Cântecul este compus în tonalitatea Sol major, iar vocea lui Gaga variază de la nota Mi3 la nota Re5. Piesa urmărește o progresie de acorduri simplă de Sol–Re–Do–Sol–Re–Do în versuri, și Do–Re–Mi minor–Do–Do/Si–La minor7–Re în refren. Versiunea de pe album are o durată de trei minute și 16 secunde, în timp ce versiunea de pian are o durată de patru minute și 39 de secunde.
Cea de-a treia piesă de pe album, „Joanne” reprezintă prima piesă de pe disc cu un tempo lent. Compoziția este una simplistă, vocea lui Gaga fiind acompaniată doar de o chitară acustică. Cântăreața folosește un registru vocal diferit, făcând „Joanne” să sune ca un cântec de leagăn, la care se adaugă sunete de percuție. Andrew Unterberger de la revista Billboard a observat faptul că versurile, pe lângă faptul că aduc un omagiu mătușii, sunt scrise la persoane la persoana întâi, dar contextul este derivat din perspectiva familiei lui Gaga cu privire la decesul lui Joanne. Tempo-ul și melancolia melodiei sunt consolidate în versiunea de pian, înfățișând vocea artistei, acompaniată doar de un pian în fundal. Samatnha Schnurr de la publicația E! a observat că această versiune conține versuri suplimentare în final, Gaga rostind „Call me Joanne. xo, Joanne. xoxo, Joanne”.
Piesa „Joanne” a fost compusă și produsă de Gaga și Ronson, iar BloodPop s-a ocupat de producția suplimentară a acesteia. Dave Russell și Joshua Blair au înregistrat cântecul la Studiourile Shangri-La din Malibu, California, fiind asistați de David Covell și Johnnie Burik. Blair și Justin Smith s-au ocupat de prelucrarea înregistrării la Studiourile Burbank din California. Tom Elmhrist a realizat mixarea melodiei „Joanne” la Studiourile Electric Lady din New York, având ajutor din partea lui Joe Visciano și Brandon Bost. Masterizarea a fost făcută la Studiourile Sterling Sound din New York, de către Tom Coyne și Randy Merrill. Cântecul „Joanne” conține numeroase instrumente muzicale: Ronson a cântat la bas, chitară, claviatură, și coarde Mellotron, BloodPop a lucrat la ritm, Harper Simon a cântat la chitarele acustice, iar percuția a fost asigurată de Gaga.

## Recepția criticilor
Rob Sheffield de la revista Rolling Stone a descris „Joanne” drept „o baladă emoționată”, în care „orice urmă de disco sau strălucire” este amuțită de „degetele scârțâitoarelor corzi ale chitarei”. Într-o recenzie pentru publicația NME, Emily Mackay a scris că este „un cântec de o frumusețe nemaivăzută, simplu, splendid și tandru, mai blândă decât orice altă piesă pe care Gaga a înregistrat-o anterior, înfățișând mai mult latura ei emotivă decât forța vocii ei mărețe”. Sal Cinquemani de la revista Slant Magazine i-a oferit o recenzie pozitivă melodiei, comparând-o în mod pozitiv cu celelalte balade de pe album și afirmând că „Joanne” „se mândrește cu un sublim ante-refren, precum și cu o interpretare vocală relativ reținută”. Patrick Brown de la website-ul Idolator a spus că „acest cântec este cel mai bun exemplu al esteticii «reale și personale» despre care Gaga a vorbit înainte de lansarea albumului, plin de chitare ciupite ușor și, fără îndoială, cea mai bună interpretare vocală”. Marc Snetiker de la revista Entertainment Weekly a spus că „Joanne” este „cea mai dezarmată și originală baladă a solistei în ani de zile”.
Într-o recenzie pentru ziarul The Daily Telegraph, Neil McCormich a numit cântecul „minunat”, fiind de părere că Gaga a cântat „cu o sinceritate neșlefuită, accentuând temele piesei de a trăi o viață oportună”. Sandy Cohen de la ziarul The Washington Times a opinat că „Joanne” este o melodie „corespunzător de tandră, iar vocea solistei pare afectată. Chitara acustică și percuția simplă îi oferă cântecului un sentiment de atemporalitate”. Laurence Mackin de la ziarul The Irish Times a considerat că este „o splendidă baladă de chitară” care „se debarasează de armura pop de plastic, și înfățișează o latură mai vulnerabilă și mai naturală [a lui Gaga]”. În mod contrar, Jon Caramanica a afirmat pentru ziarul The New York Times că „[piesa «Joanne»] pare a fi cântecul interpretat cel mai slab—ascultați cum își netezește sunetele vocii, ca un fel de gest de accesibilitate—mult prea instabil pentru a conta pe el”. Versiunea de pian a câștigat un premiu la cea de-a 61-a ediție a premiilor Grammy, la categoria „Cea mai bună interpretare pop solo”.

## Videoclipul muzical
La 24 ianuarie 2018, Gaga a dezvăluit pe Twitter faptul că va lansa un videoclip, alături de o versiune de pian, pentru melodia „Joanne”. Lansarea a fost însoțită de o cere de donații pentru organizația Lupus Research Alliance din New York City. Videoclipul a avut premiera două zile mai târziu, și reprezintă o continuare a poveștii nedeslușite din anterioarele clipuri pentru piesele de pe albumul Joanne. Acesta începe cu cadrul în care videoclipul pentru „John Wayne” s-a încheiat, înfățișând-o pe Gaga aventurându-se prin pădure, alături de chitara ei. Videoclipul piesei „Joanne” alternează între cadre alb-negru și cadre colorate, prezentând-o pe artistă cântând la diverse instrumente muzicale, plimbându-se în natură, jucându-se biliard alături de prieteni, și mergând singură în pădure. Prima secvență vorbește despre cine a fost Joanne, în timp ce secvența de final afișează data nașterii, precum și data decesului. Videoclipul conține și o apariție scurtă a surorii lui Gaga, Natalie Germanotta.
Joey Nolfi de la revista Entertainment Weekly a descris clipul drept „superb” și a opinat că „pare să favorizeze frumusețea unei călătorii către o anumită destinație... Încă nu știm unde crede [Gaga] că merge”. Hollee Actman Becker de la website-ul Elite Daily a fost de părere că scena în care Gaga trece un pod în timp ce un curcubeu apare pe cer este un cadru simbolistic, prezentând trecerea lui Joanne în viața de apoi. „Un omagiu de-a dreptul uimitor — atât de frumos și emoționant”, a concluzionat redactorul. Într-o recenzie pentru revista W, Evelyn Wang a felicitat decizia cântăreței de a lansa un videoclip pentru o piesă mai veche, observând faptul că acesta „este foarte diferit față de psihedelicul și desfrânatul cel pentru «John Wayne», [acest clip] fiind o plimbare obișnuită și simplă prin pădure. De vreme ce «Joanne» este o baladă brută și emoționantă, iar versiunea de pian este cu atât mai mult, camera pare să refuze să se abată de la purificarea ce are loc pe chipul lui Gaga”. Megan Reynolds de la website-ul Jezebel a împărtășit o opinie similară cu cea a lui Wang, descriind videoclipul drept „blând, liniștit și drăguț” și fiind de părere că Gaga „ne oferă cea mai bună și naturală versiune a ei”.

## Interpretări live

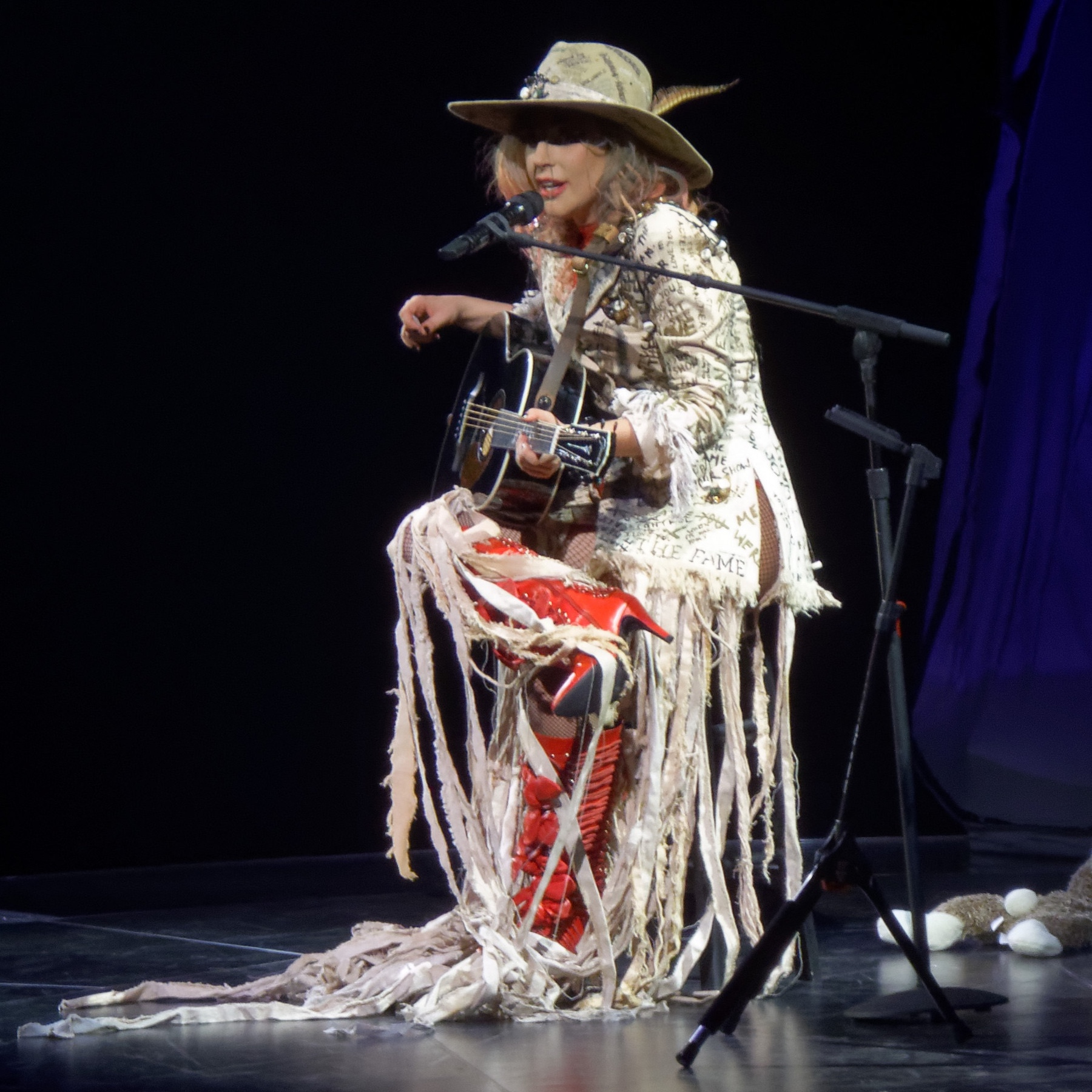
Gaga cântând la chitară și interpretând cântecul într-un concert din cadrul turneului Joanne World Tour (2017).

Prima apariție publică a cântecului „Joanne” a avut loc la 21 octombrie 2016, în cadrul unei reclame de 15 secunde realizată de Budweiser, prezentând-o pe Gaga dansând într-un bar și cântând piesa. Reclama promova seria de concerte Dive Bar Tour, un turneu promoțional de concerte în trei baruri din Statele Unite, acolo unde melodia a fost interpretată. De asemenea, Gaga a cântat „Joanne” la emisiunea de televiziune News Zero din Japonia. Ulterior, melodia a fost adăugată în lista de cântece pentru turneul mondial Joanne World Tour. Aici, Gaga a interpretat piesa stând jos, cântând la o chitară ce conține inscripția „Joanne”. Pentru spectacol, Gaga a purtat un sacou cu franjuri și o pălărie cu boruri largi. Tom Murray de la ziarul Edmonton Journal a spus că piesa a fost „nucleul emoționant și gol al concertului”.
La cea de-a 60-a ediție a premiilor Grammy, Gaga a cântat „Joanne” alături de „Million Reasons”. Artista a fost acompaniată de Ronson pe scenă, acesta cântând la chitară, în timp ce ea a cântat la pian. Instrumentul muzical a fost acoperit cu aripi de înger mari și iluminate. Înainte de a începe interpretarea, solista a dedicat piesa mătușii ei, spunând: „Este pentru iubire și compasiune. Chiar și atunci când nu o înțelegi”. Într-un articol pentru E! News, Vanessa Jackson a spus că „Lady Gaga mereu găsește o cale să cucerească publicul de fiecare dată când apare pe scenă”, numind interpretarea „puternică și sfâșietoare”. Maria Pasquini de la revista People a fost de părere că spectacolul artistei a fost „amestecat și tulburător”

## Apariții în mass-media
Cântecul „Joanne” este prezent în filmul documentar Gaga: Five Foot Two, material ce prezintă înregistrarea albumului, precum și viața cântăreței. În una dintre scene, solista își vizitează bunica alături de tatăl ei, la căminul de bătrâni, pentru a-i putea reda piesa. Tatăl lui Gaga „este copleșit de emoții, [și] iese din cameră în timpul vizitei”, iar bunica ei o liniștește și o asigură că „a dat lovitura” cu acest cântec. Spencer Kornhaber de la publicația The Atlantic a numit scena drept „cel mai memorabil moment al documentarului”. Bonnie Stiernberg de la revista Billboard a spus că „filmul atinge un apogeu în [această] secvență cheie”, descriindu-l drept „un cadru filmat cu o singură cameră ce se mișcă de la chipul bunicii artistei, la tatăl ei, și din nou la Gaga, în timp ce redă melodia de pe telefonul ei mobil”. Leslie Helperin de la revista The Hollywood Reporter a descris scena drept „fascinantă”, adăugând faptul că „bunica [solistei] a părut rezistentă la hiperbola de emoții, insistând pe ideea că pierderea este de domeniul trecutului”.

## Ordinea pieselor
- Descărcare digitală – Versiunea albumului[14]

1. „Joanne” – 3:16

- Descărcare digitală – Versiunea de pian[15]

1. „Joanne (Where Do You Think You're Goin'?)” [Piano Version] – 4:39

## Acreditări și personal
Persoanele care au lucrat la cântec sunt preluate de pe broșura albumului Joanne.

### Management
- Înregistrat la Studiourile Shangri-La (Malibu, California) și Studiourile Pink Duck (Burbank, California)
- Mixat la Studiourile Electric Lady (New York City, New York)
- Masterizat la Studiourile Sterling Sound (New York City, New York)
- Publicat de Sony/ATV Songs LLC, House of Gaga Publishing (BMI) și Imagem CV/Songs of Zelig (BMI) (Songs of Zelig administrat pe plan global de Imagem CV)

### Versiunea de album
- Lady Gaga – textier, voce principală, producător, percuție
- Mark Ronson – textier, producător, bas, chitare, claviatură, Mellotron
- BloodPop – producător, claviatură, ritm
- Harper Simon – chitare
- Dave Russell – înregistrare
- Joshua Blair – înregistrare
- Justin Smith – înregistrare
- David „Squirrel” Covell – asistent înregistrare
- Johnnie Burik – asistent înregistrare
- Tom Elmhirst – mixare audio
- Joe Visciano – asistent mixaj
- Brandon Bost – asistent mixaj
- Tom Coyne – masterizare
- Randy Merrill – masterizare

### Versiunea de pian
Persoanele care au lucrat la cântec sunt preluate de pe iTunes Store.
- Lady Gaga – textier, voce principală, producător
- Mark Ronson – producător
- Paul „DJ White Shadow” Blair – producător
- Nick Monson – producător
- Mark Nilan Jr. – producător, pian
- Benjamin Rice – mixare audio

## Prezența în clasamente
| Țară (clasament 2016–2018)                           | Poziția maximă | Referință |
| ---------------------------------------------------- | -------------- | --------- |
| Canada (Canadian Digital Songs)                      | 48             | [ 48 ]    |
| Franța (SNEP)                                        | 45             | [ 49 ]    |
| Grecia (Greece Digital Songs)                        | 82             | [ 50 ]    |
| Ungaria (MAHASZ)                                     | 10             | [ 51 ]    |
| Scoția (OCC)                                         | 58             | [ 52 ]    |
| Spania (PROMUSICAE Digital)                          | 14             | [ 53 ]    |
| Regatul Unit (Official Charts Company)               | 154            | [ 54 ]    |
| Statele Unite ale Americii (Billboard Digital Songs) | 50             | [ 55 ]    |

## Datele lansărilor
| Țară             | Dată              | Format                    | Versiuni           | Casă de discuri       | Ref.   |
| ---------------- | ----------------- | ------------------------- | ------------------ | --------------------- | ------ |
| Italia           | 22 decembrie 2017 | Difuzare radio CHR/Top 40 | Versiunea de album | Universal Music Group | [ 1 ]  |
| În întreaga lume | 26 ianuarie 2018  | Descărcare digitală       | Versiunea de pian  | Interscope Universal  | [ 15 ] |